# Vallis Baade
El Vallis Baade es un sinuoso valle lunar de 203 km de largo, que discurre al sur-sureste del cráter Baade, del que recibe el nombre. Está centrado en las coordenadas selenográficas 45.9 Sur y 76.2 Oeste (al sur de los Montes Cordillera).

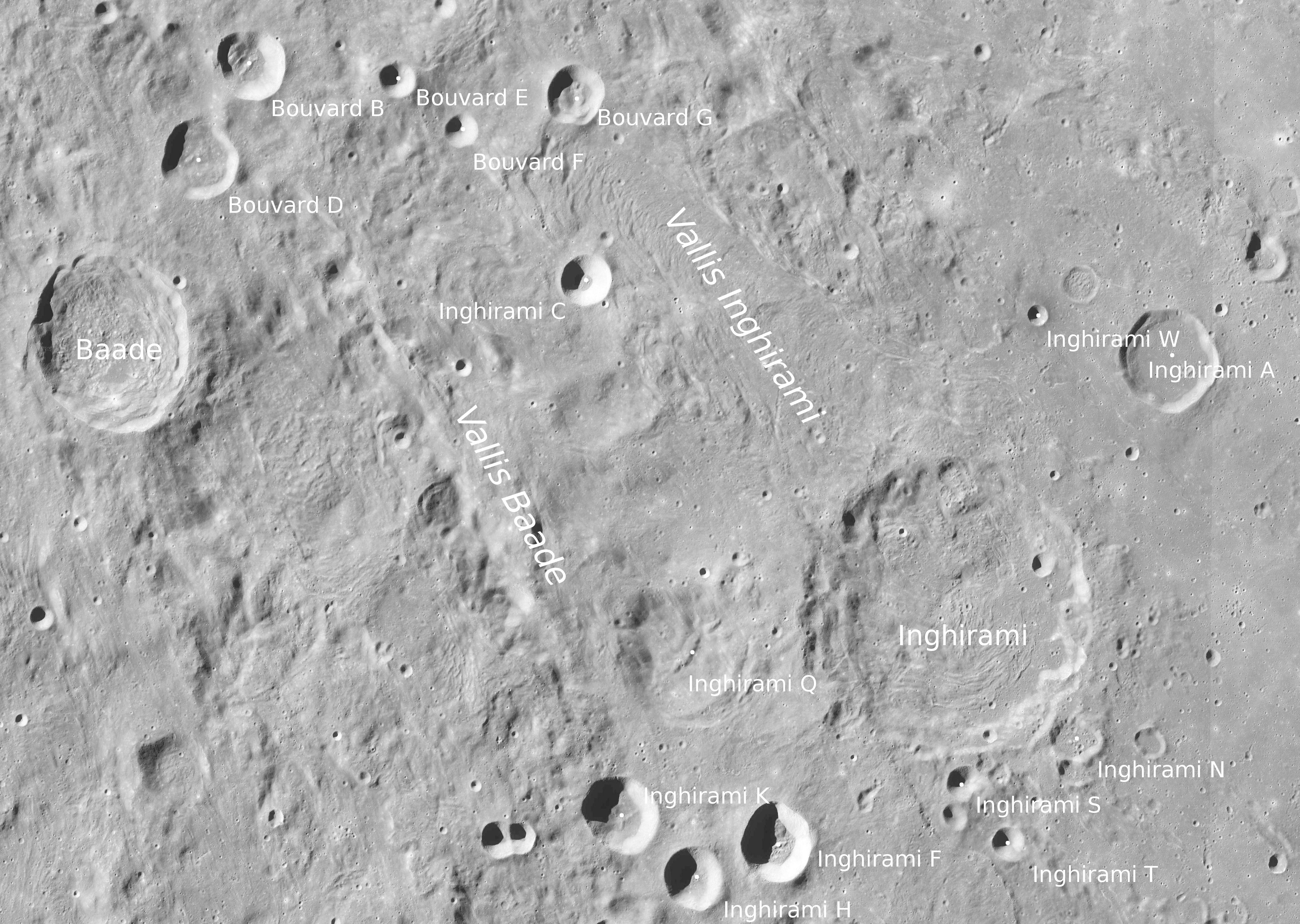
Vallis Baade (imagen LRO)

Este es uno de varios valles que irradian desde el borde sureste de la cuenca de impacto circular del Mare Orientale, al igual que el Vallis Inghirami y Vallis Bouvard, por lo que se piensa que su formación está relacionada con el impacto que generó el mare.
Su nombre hace referencia al astrónomo alemán Walter Baade (1893-1960).